# Chapelle Sainte-Madeleine de Chalet
Pour les articles homonymes, voir Chapelle Sainte-Madeleine.
La chapelle Sainte-Madeleine est une chapelle catholique française du XIIe siècle classée au titre des monuments historiques par arrêté du 29 décembre 1982. Elle est située dans le Cantal, en Auvergne, à proximité de la ville de Massiac.

## Situation
La chapelle est construite au bord d’un éperon basaltique qui surplombe la vallée de l’Alagnon et la ville de Massiac. Le village de Chalet se trouve à 400 mètres à l'est, sur le plateau basaltique. L’autoroute A75 passe à 390 mètres au sud, en limite du périmètre de protection défini par la réglementation des monuments historiques. Située à l’entrée du département du Cantal la chapelle est souvent prise comme emblème de la Haute-Auvergne.

## Description
De style roman (XIIe siècle) elle est bâtie à quelques centimètres du bord du rocher. Elle est dotée d’un clocheton aéré et d'un porche à auvent appelé "Caqueteuse".  Elle est constituée d'une nef centrale voûtée en berceau séparée du sanctuaire par un arc triomphal et de deux chapelles latérales. Celle du sud daterait du XIIIe siècle et celle du nord du XIVe siècle. Le sanctuaire se compose d'un chœur et d'une abside ronde voûtée en cul-de-four et surélevée de deux marches. La voûte est recouverte d'une fresque représentant un tétramorphe composé d'un Christ de Majesté dans une mandorle. 
L'édifice a été restauré en 1894 et de 1980 à 1983. Une Vierge en majesté de type roman était installée dans la chapelle. Elle se trouve aujourd’hui dans l’église Saint-André de Massiac.

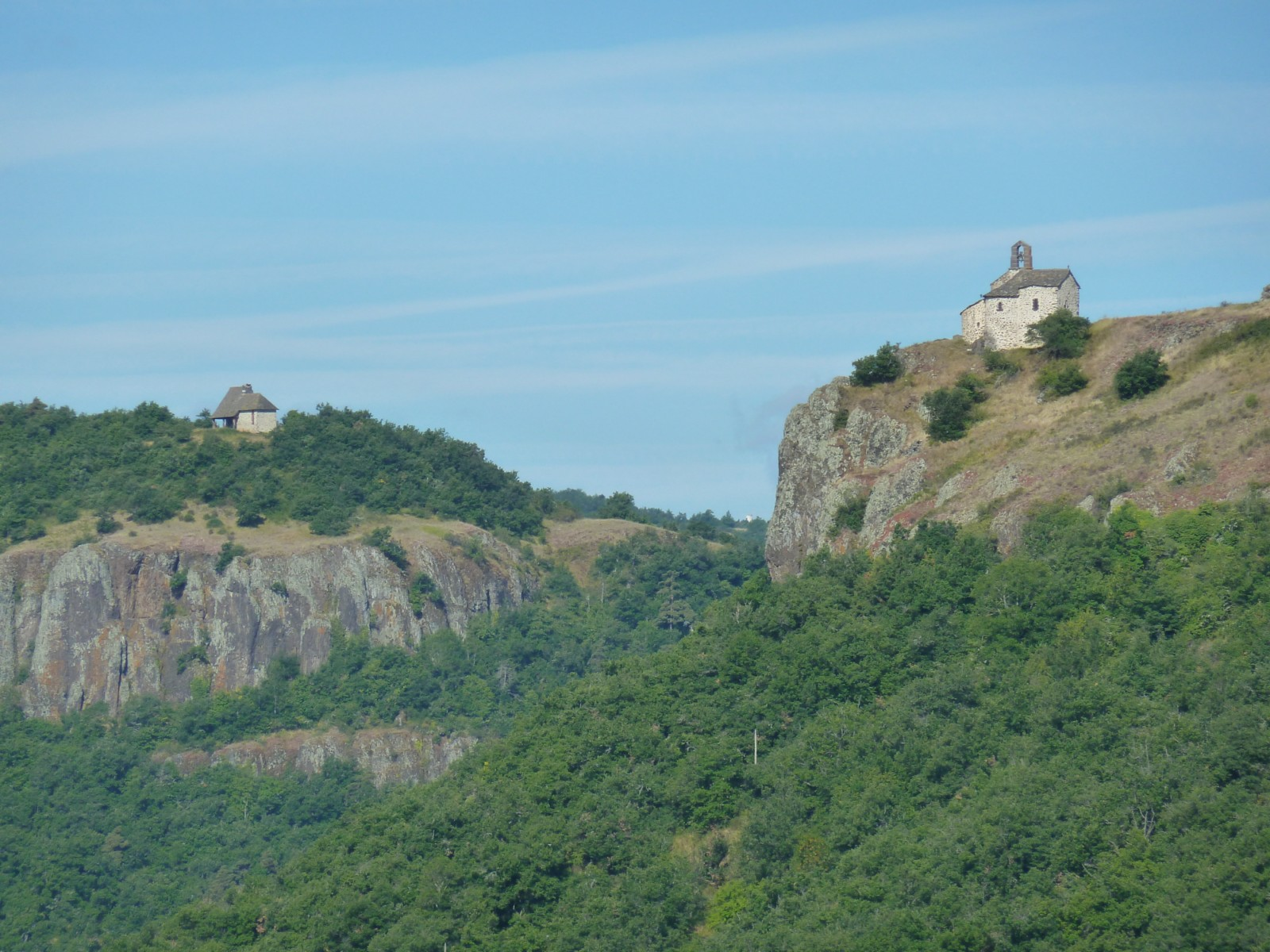
La chapelle Sainte-Madeleine et le refuge Saint-Victor vus depuis la route de Chalet
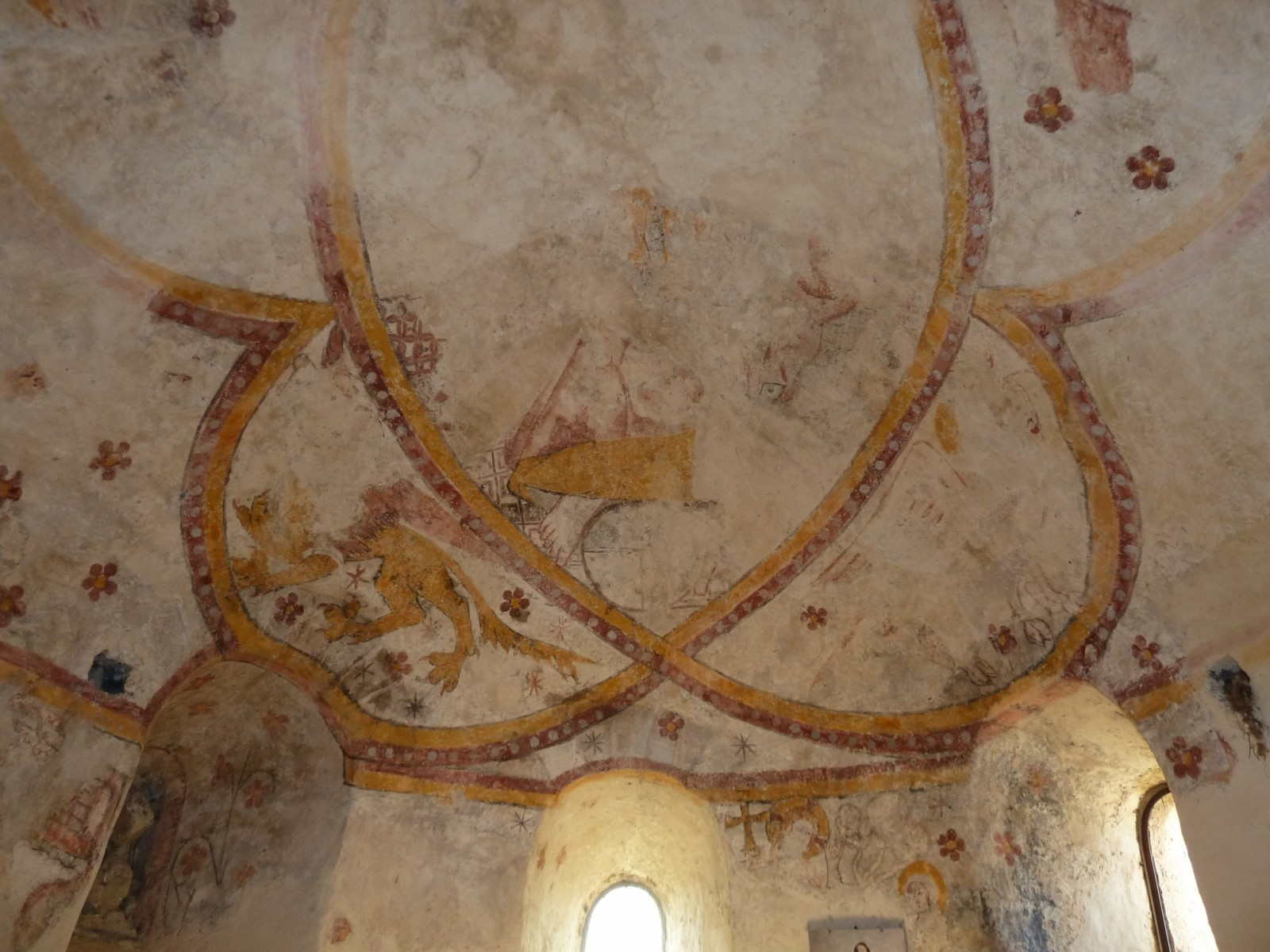
Fresques du chœur de la Chapelle
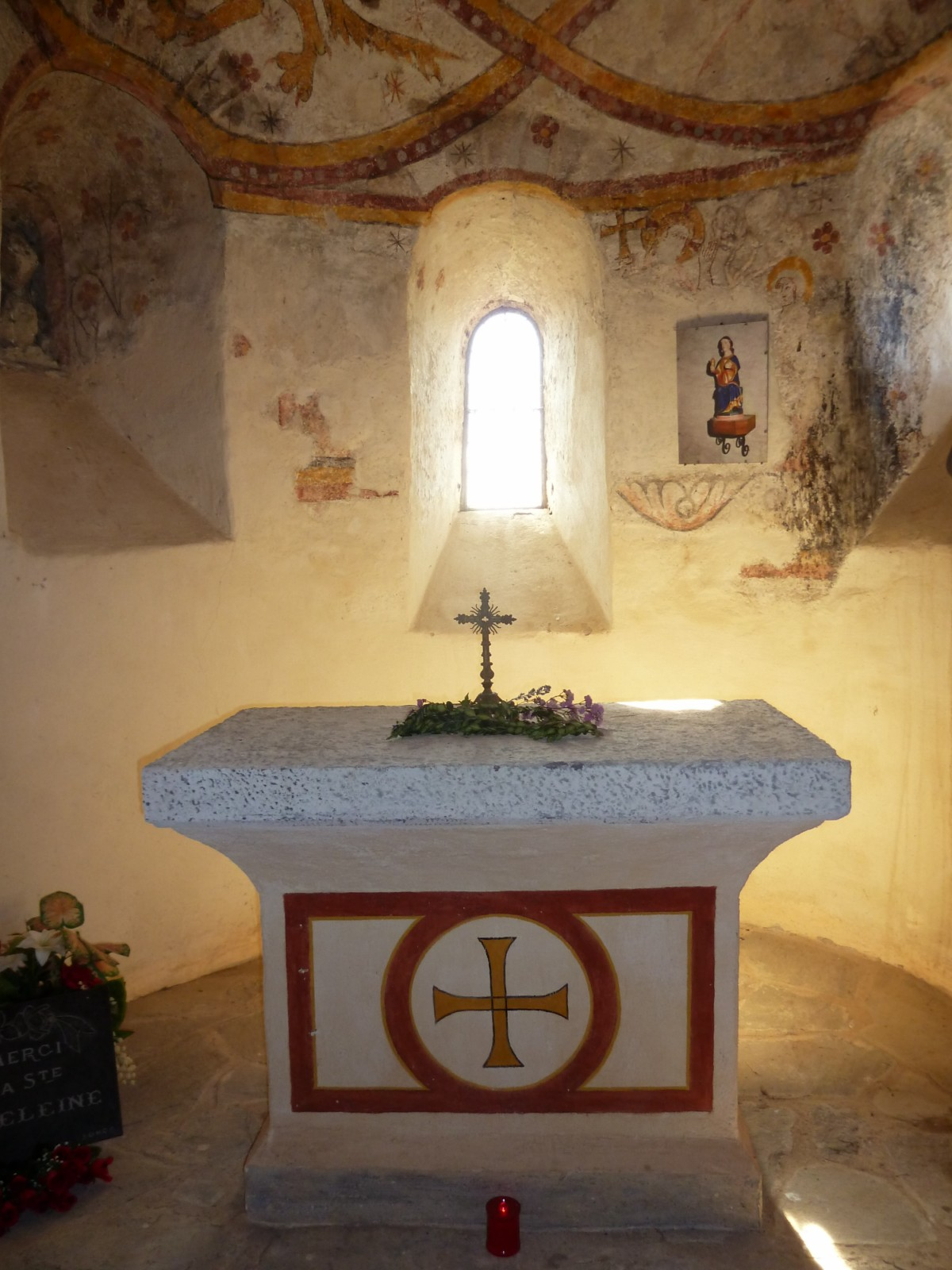
Autel de la chapelle
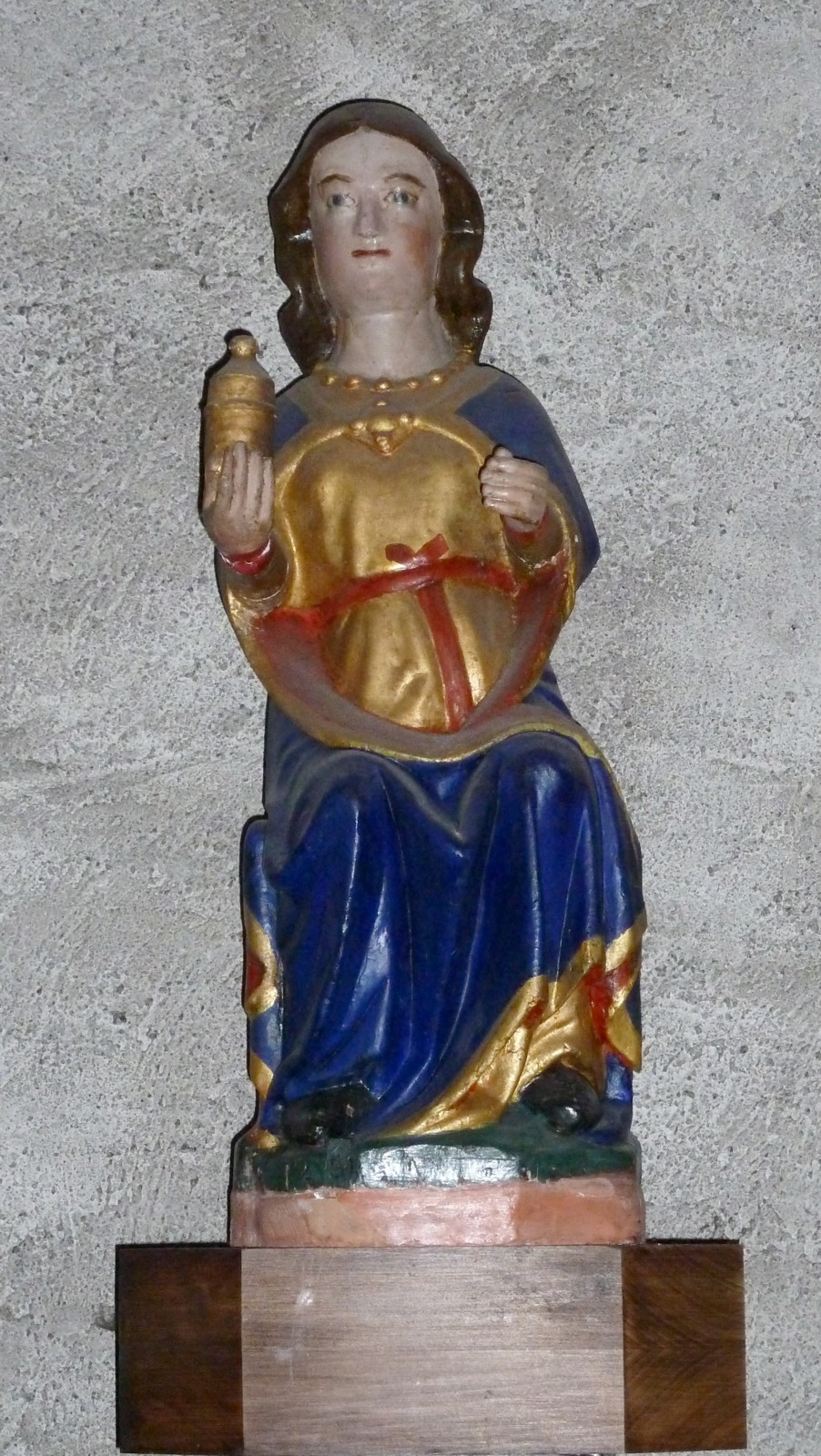
Marie Madeleine aux parfums
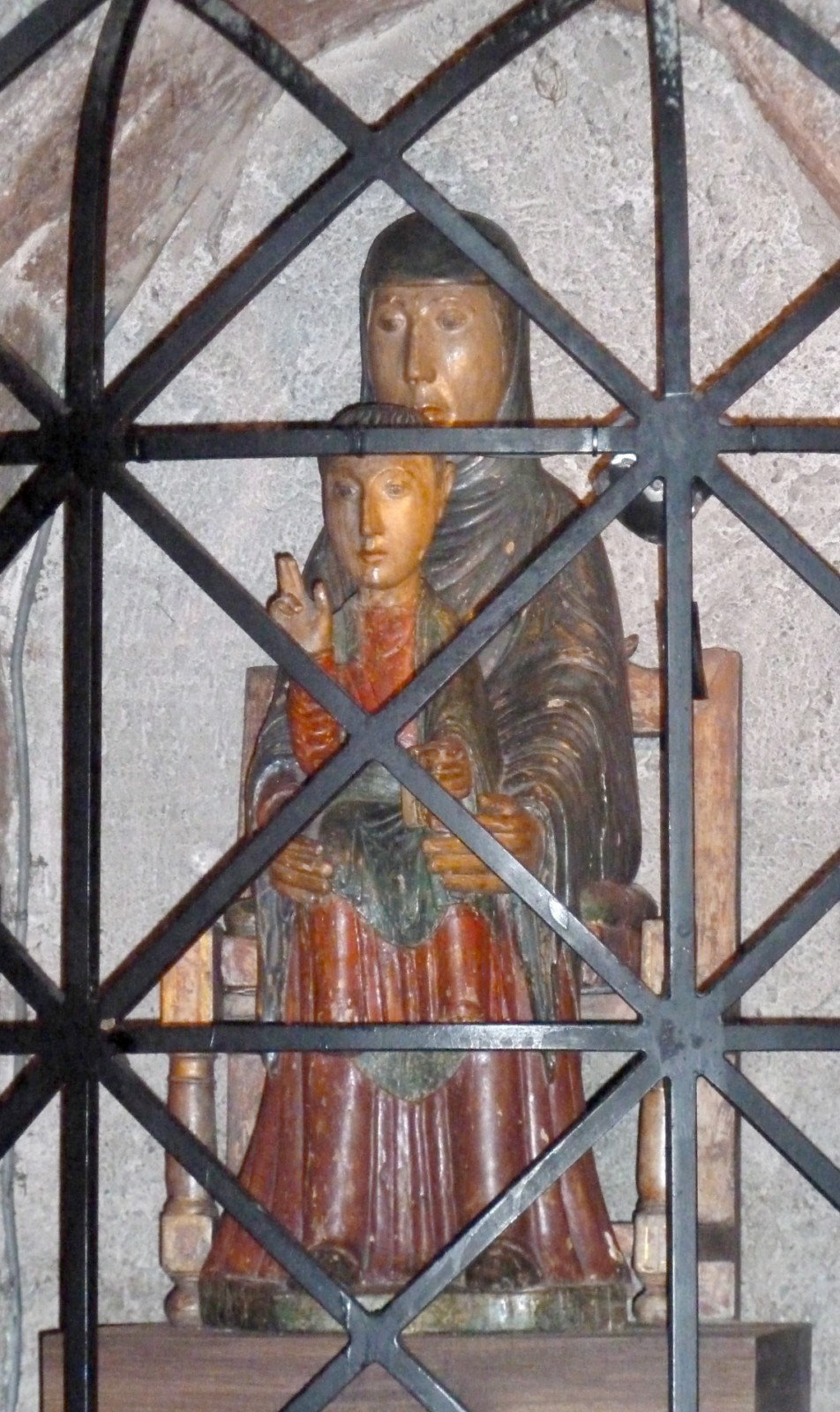
Notre-Dame de Chalet, Vierge en majesté de type roman

## Histoire
L’histoire de la chapelle est liée à celle des seigneurs du village voisin de Chalet. Ce dernier s’appelait auparavant « Chalès-le-chastel ». Le nom de Chalès / Chalet vient du mot de langue gauloise « caleto » (qui veut dire « dur » et par extension désigne un « endroit fortifié ») ou de son cousin « cala » qui veut dire « pierre », « rocher ».
Cet édifice n’a jamais été église paroissiale, c’était à l’origine la chapelle d’un petit château féodal construit par les seigneurs de Mercœur. Celui-ci se trouvait à l’aplomb de l’éperon basaltique qui surplombe la vallée de l’Alagnon. La situation du château était stratégique. Il se trouvait à deux kilomètres de la voie romaine Gergovie-Toulouse et occupait une place défensive très importante. La chapelle était située face à la porte d’entrée du château et à l’extrémité d’une petite cour intérieure.
Le 1er décembre 1471 Guillaume de Flageac, abbé de Pébrac, vint bénir l’édifice en compagnie de Monseigneur l’évêque de Saint-Flour Antoine de Léotoing-Montgon. Celui-ci était en résidence au château de Chalès. 
Le 4 décembre 1482, Antoine de Léotoing-Montgon mourait au château alors que la peste sévissait à Saint-Flour. Il fut enterré en grande pompe dans l’enfeu de basalte du caveau situé à droite de l’autel. La dépouille fut ensuite transférée par ses neveux dans le caveau de la cathédrale.
L'édifice est classé au titre des monuments historiques par arrêté du 29 décembre 1982.

## Culte et légendes
Le 22 juillet, jour de la Sainte-Madeleine, elle fait l’objet d’un pèlerinage se terminant par l’hommage à la grotte habitée autrefois par la sainte.
La légende raconte qu’autrefois deux anachorètes, saint Victor et sainte Madeleine vivaient en ermites chacun sur un des deux rochers qui se font face. Ils éprouvèrent le besoin de deviser sur des sujets religieux mais ils ne voulaient pas se rencontrer physiquement. La sainte a alors tendu son chapelet jusqu’au rocher d’en face. Le miracle se produisit, il se forma un pont grandiose qui permit aux deux saints de se rapprocher.

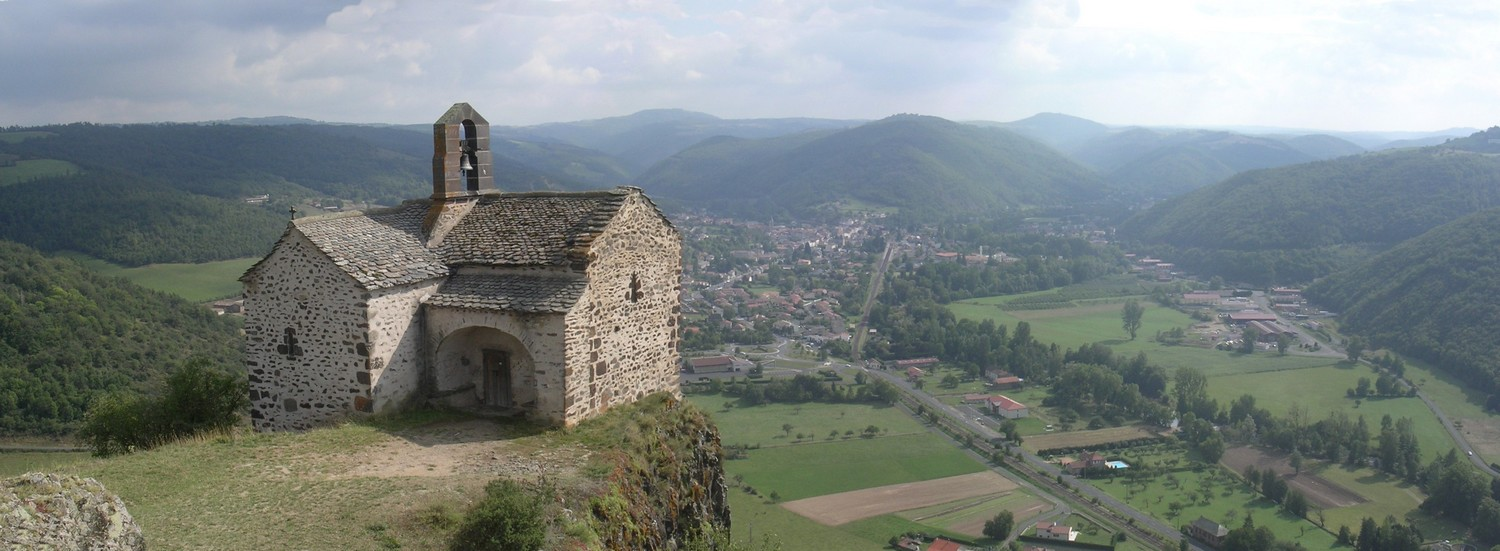
Panorama sur la chapelle et la vallée de l'Alagnon